# Hollywood Party
Hollywood Party (in Österreich: Die Löwen von Hollywood) ist ein Musicalfilm aus dem Jahr 1934 mit Jimmy Durante, der im Vertrieb von Metro-Goldwyn-Mayer in die Kinos kam. Der Film besteht aus mehreren Teilen, wobei jeder Teil eigene Darsteller, Regisseure und Autoren hat.

## Handlung

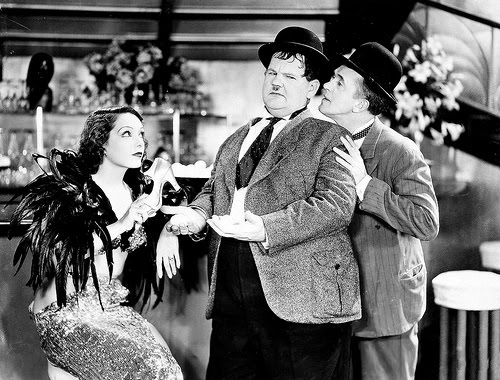
Laurel und Hardy mit Lupe Vélez in Hollywood Party

Der von seinem Publikum hoch verehrte Star Jimmy Durante hat seine Popularität durch seine „Schnarzan“-Dschungelfilme erlangt. Doch die „Liondora“-Filme desselben Genres (mit George Givot) sind dabei, Durante den Rang abzulaufen. Um in der Publikumsgunst wieder aufzuholen, meint „Schnarzan“, er brauche echte Löwen für seine Filme, weil die bisherigen mottenzerfressenen Requisiten „abgenutzt“ seien.
In der Rolle eines Lügenbarons kommt Jack Pearl mit echten, menschenfressenden Löwen in die Stadt, also schmeißt Durante eine wilde, verschwenderische Hollywood-Party, um den Baron zu beeindrucken und die Löwen zu bekommen. Mit vielen verschiedenen Gästen geht es hoch her. Nachdem alles außer Kontrolle geraten ist, findet das Treiben ein überraschendes, wenn auch wenig einfallsreiches Ende.

## Produktion
Hollywood Party wurde in den Metro-Goldwyn-Mayer Studios gedreht und kam am 1. Juni 1934 in die Kinos.
Ursprünglich war geplant, die All-Star-Revue Hollywood Revue of 1929 als Hollywood Revue of 1933 neu aufzulegen. Alle Stars, die auf der Gehaltsliste von MGM standen, sollten dabei sein; auch Clark Gable, Buster Keaton, Jean Harlow, Marie Dressler, Joan Crawford, Marion Davies und Johnny Weissmüller waren als Mitwirkende angekündigt. Wegen Überschneidungen mit anderen Dreharbeiten ließ sich der Plan nicht vollständig umsetzen.
Die stumme Laurel-und-Hardy-Szene mit Lupe Vélez („Ei-Nummer“) wurde später in den Kompilationsfilm Die große Lachparade eingebaut.
Der Film lief im deutschen Fernsehen erstmals am 27. Mai 1989 in der ARD.

## Kritik
Erste Kommentare, so die New York Times am 26. Mai 1934, bewerteten Hollywood Party als enttäuschend.
Ähnliche Verrisse sind auch viel später zu verzeichnen, so in Cinema, wo man meint, das Werk sei ein „missglückter Episodenfilm mit dem Entertainer Jimmy Durante“, „wegen seiner Knollennase ‘Schnozzola’ genannt“.
Es gibt jedoch in der Gesamtschau der Rezeption auch gute Noten.
Der Film sei zwar ein verrücktes Durcheinander, aber auch seltsam reizvoll. Mit dünner und schräger Handlung und überdrehter Party sei dieses Musical vielleicht das Beste, was die 1930er Jahre bieten konnten: eine All-Star-Besetzung von MGM-Komödianten mit extrem aufwändigen Musiknummern und ausgefallenen Kostümen. „Dieser Film ist ein interessanter Hollywood-Leckerbissen“, fasst Jessica Pickens in Comet over Hollywood zusammen.
„Ein vergnüglicher Spaß, in dem Hollywood sich selbst auf den Arm nimmt, angelegt als lose Nummernfolge von Sketchen, Gags, Liedern und Kalauern. Absurd-groteske Unterhaltung“ lautet das Urteil des katholischen Filmdiensts.
Die Moviepilots sprechen von einem vergnüglicher Spaß, in dem Hollywood sich selbst auf den Arm nimmt.